# Main Street
Pour les articles homonymes, voir Main Street (homonymie) et Main (homonymie).

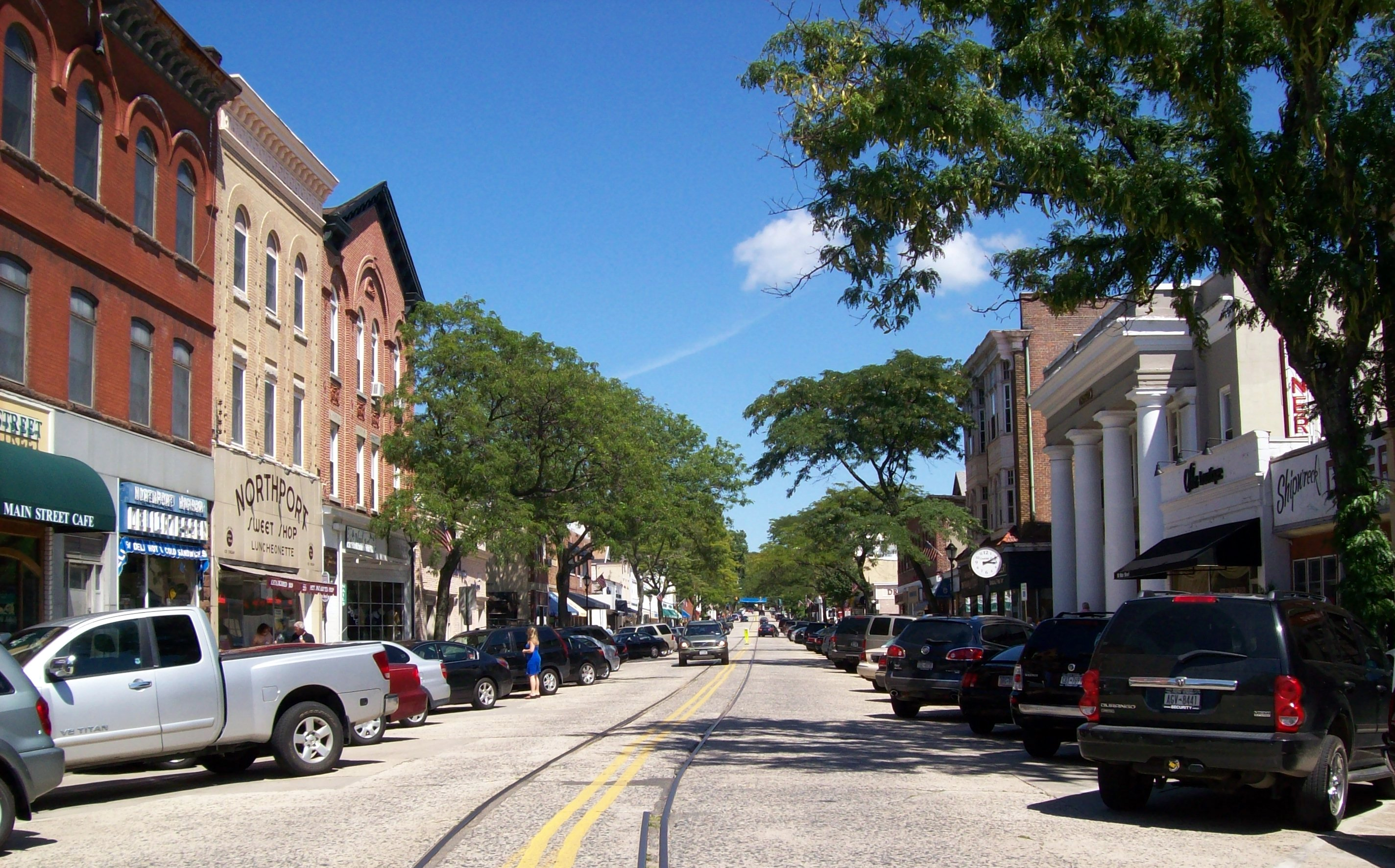
Une Main Street typique du nord-est des États-Unis, à Northport (État de New York), bordée de commerces, avec les véhicules garés en épi.

Main Street (littéralement « rue principale » en anglais) est un nom de rue générique désignant la voie de circulation principale d'un village ou d'une petite ville dans de nombreuses régions anglophones. Le terme peut être employé par métonymie ou bien être réellement le nom officiel de l'artère.

## Amérique du Nord

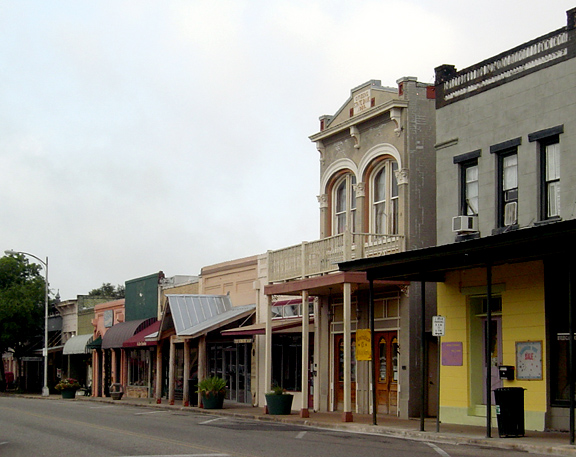
Main Street à Bastrop (Texas) ; la rue possède les petits commerces et l'architecture typique des villes rurales américaines.

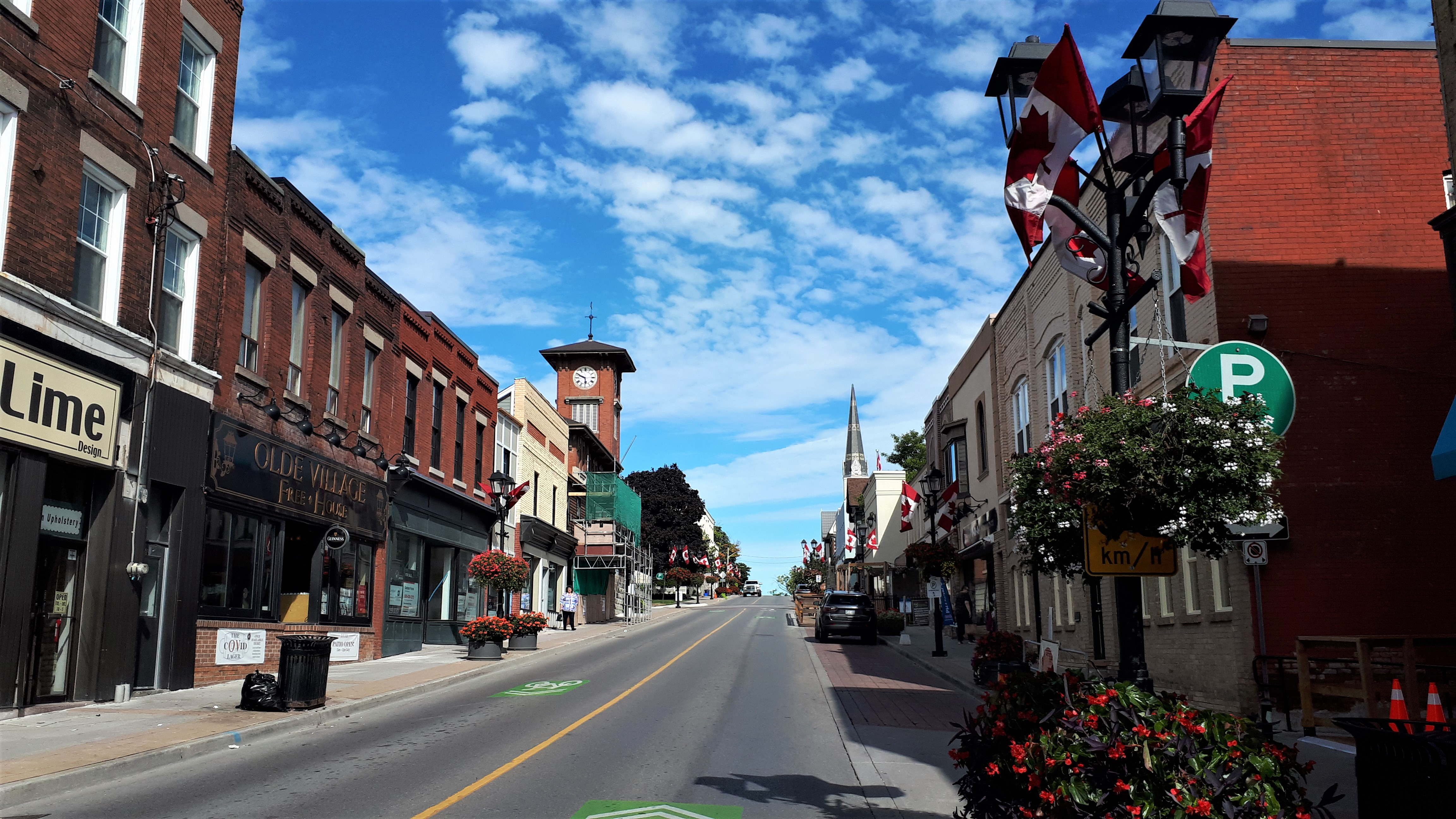
Main Street, Newmarket (Ontario), Canada

Le terme de « Main Street » est particulièrement prévalent dans la culture américaine, où il fait référence à un lieu exprimant des valeurs traditionnelles. Typiquement, Main Street suggère l'endroit où se concentrent les commerces et la vie sociale d'une petite ville, ainsi que les bâtiments principaux comme l'hôtel de ville (City Hall), la cour de justice (Courthouse), le bureau de poste (Post office) ou la bibliothèque (Library).
Dans les médias nord-américains et les discours politiques, l'expression possède une subtile connotation patriotique ; elle évoque les intérêts des classes populaires et des propriétaires de petits commerces. Elle est parfois mise en opposition avec Wall Street (aux États-Unis) ou Bay Street (au Canada), lesquelles sont censées représenter les intérêts du grand capitalisme. Par exemple, vers le milieu du XXe siècle, le parti républicain était parfois divisé entre républicains « de Wall Street » (plus proches des intérêts financiers) et républicains « de Main Street » (plus proches des classes moyennes). « Main Street » est utilisé dans les discours politiques pour faire référence aux besoins et attentes du peuple américain.
La rue principale fait partie de l'iconographie de la vie américaine. Par exemple, les parcs d'attractions Disney de type Magic Kingdom (parc avec château) possèdent presque tous une voie principale nommée « Main Street, USA » immédiatement à leur entrée. Ces zones sont conçues pour ressembler à la rue principale d'une petite ville et possèdent des devantures de petits commerces. Bien que l'architecture de cette rue semble être celle du début du XXe siècle, il s'agit en fait de façades décoratives qui habillent des bâtiments abritant des magasins de souvenirs et des restaurants.
Au-delà de l'aspect culturel, et bien qu'il soit effectivement répandu, « Main Street » n'est que le septième nom de rue le plus courant aux États-Unis, avec 7 644 occurrences en 1993 ; le plus courant est « Second Street » (2e rue).
Dans la province canadienne francophone du Québec, l'équivalent serait la rue principale.

## Usage international
« Main Street » est un nom de rue courant aux États-Unis, au Canada, en Irlande et dans certaines parties de l'Écosse. Dans le reste du Royaume-Uni, « High Street » est l'équivalent le plus employé (« high » dans le sens de « principale », comme dans « Highway ») ; en Angleterre, les termes « Market Street » ou « Market Place » (rue ou place du marché) désignent souvent le cœur d'une ville.
En Jamaïque, dans le nord-est de l'Angleterre et dans certaines parties du Canada, le terme habituel est « Front Street ». « Fore Street » est l'équivalent en Cornouailles et dans le Devon.
En Australie et en Nouvelle-Zélande, les petits centres urbains ont souvent une rue principale. Elle est parfois officiellement désignée par « Main Street » ou « High Street » ; parmi les variations, on peut inclure « Main Road », « Commercial Road » ou « Commerce Street ».